# Ireneusz Daczka

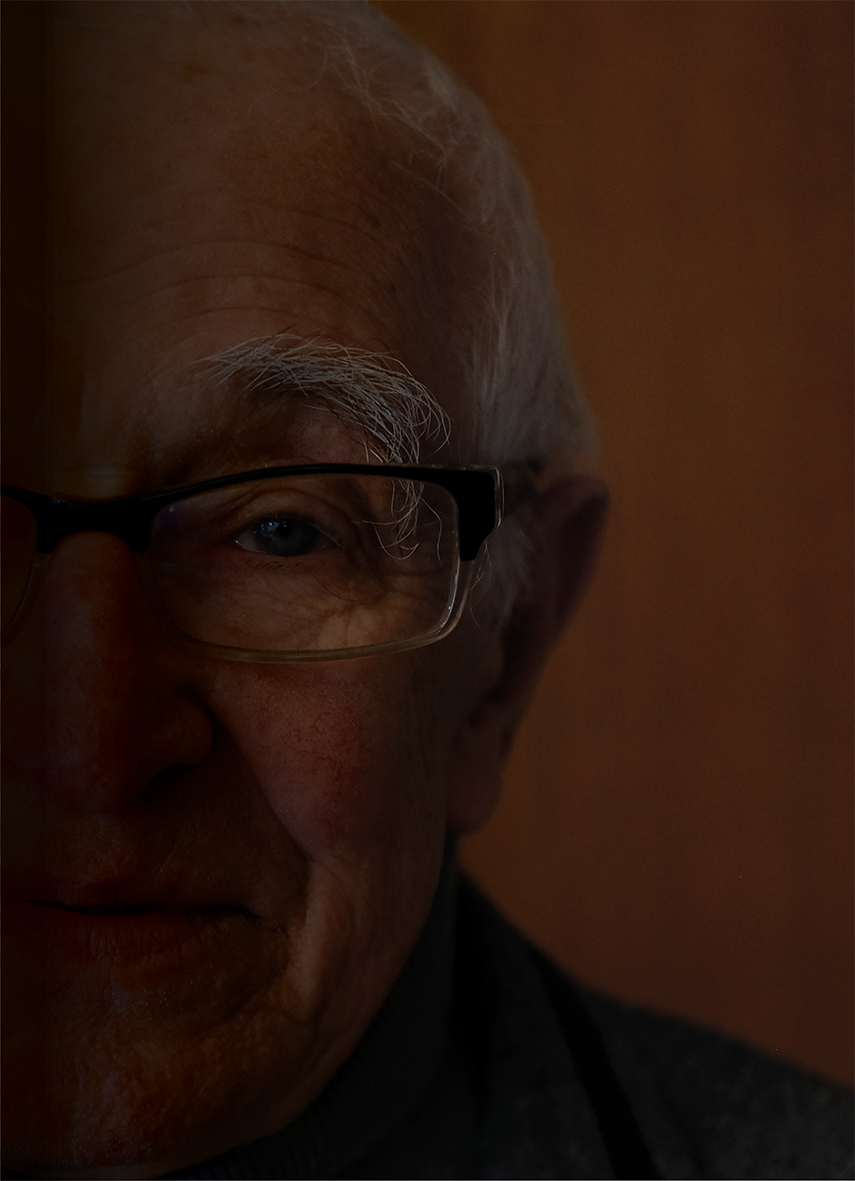
portret Ireneusza Daczki

Ireneusz Daczka (ur. 22 października 1942 roku w Wilkowie, woj. lubelskie) – polski rzeźbiarz.

## Życiorys
Członek zwyczajny Związku Artystów Plastyków oraz Związku Wielkopolskich Artystów Rzeźbiarzy. Odznaczony „Srebrnym Krzyżem Zasługi”, „Zasłużony Działacz Kultury”, „Zasłużony dla Miasta Leszna”.
Po ukończeniu Liceum Technik Plastycznych w Kielcach, w 1964 roku rozpoczął studia w Państwowej Wyższej Szkole Sztuk Plastycznych w Poznaniu na Wydziale Malarstwa, Rzeźby i Grafiki, w pracowni profesora Bazylego Wojtowicza. W 1970 roku otrzymał dyplom magistra sztuki o specjalizacji rzeźba architektoniczna. Po studiach pełnił obowiązki asystenta w Pracowni Projektowania Rzeźby w Architekturze i Urbanistyce.
Zrealizował około 80 obiektów sakralnych – zarówno rzeźb jak i kompleksowych aranżacji wnętrz kościelnych – m.in. w Orzechowie, Ostrowie Wielkopolskim, Śremie, Kakawie, Lesznie. Jest autorem wielu pomników, m.in.: Pomnik 200-lecia Konstytucji 3 Maja i Odzyskania Niepodległości w Lesznie, Armii Krajowej, Jana Amosa Komeńskiego - w Lesznie, Stanisława Leszczyńskiego w Rydzynie, Pomnika Katyńskiego w  Pudliszkach, Pomordowanych na Wołyniu w Bojanowie, Pomnika Spalonych Krzyży w Wysogotówku oraz licznych płaskorzeźb, m.in. Biskupa Andrzeja Krzyckiego, Dezyderego Chłapowskiego, Jana Pawła II, Wincentego Witosa. Twórca stałej aranżacji „Skarby Prymasowskie” i „Skarby Gnieźnieńskie” w Gnieźnie.
Laureat wielu nagród w konkursach pomnikowych, m.in. Pomnik Konstytucji 3 Maja w Warszawie, Pomnik Monte Cassino w Warszawie, Pomnik Zygmunta Krasińskiego w Warszawie, Pomnik Stanisława Leszczyńskiego w Rydzynie.
Brał udział w licznych wystawach środowiskowych i zbiorowych.

## Twórczość i wystawy
- 2022-2023  – Ireneusz Daczka. Między sacrum a profanum (wystawa retrospektywna), Miejskie Biuro Wystaw Artystycznych, Leszno[6]
- 2020 – 21. Prezentacje – Leszno 2020. Na początku zmieniła się pogoda, Miejskie Biuro Wystaw Artystycznych, Leszno
- 2018 – 20. Prezentacje – Leszno. Ziarnko prawdy, Miejskie Biuro Wystaw Artystycznych, Leszno
- 2016 – 19. Prezentacje – Leszno 2016. Sztuka czy sztuczki, Miejskie Biuro Wystaw Artystycznych, Leszno
- 2015 – Wspólna przestrzeń. Wystawa form rzeźbiarskich, Wielkopolski Związek Artystów Rzeźbiarzy, Poznań
- 2011 – Dedykacja dla Henryka Wieniawskiego. Wystawa rzeźby, Wielkopolski Związek Artystów Rzeźbiarzy, Poznań
- 2009 – Wielkopolscy rzeźbiarze. Projekty Rzeźb dla Miasta Poznania i Regionu Wielkopolski, Galeria Rzeźby Wielkopolskiej Spółki Gazownictwa, Poznań
- 2008 – Euro 2012. Wystawa rzeźby, Galeria Sztuki Współczesnej „Profil”, Poznań
- 2007 – Zapis przestrzeni, Galeria Sztuki Współczesnej „Profil”, Poznań
- 2006 – Międzynarodowe Triennale Rzeźby, Centrum Kultury „Zamek”, Poznań
- 2006 – Dźwięk i rytm – inspiracje, Galeria Sztuki Współczesnej „Profil”, Poznań
- 2005 – Wielkopolska w Europie. Wystawa medali, plakiet i małych form rzeźbiarskich, Galeria Sztuki Współczesnej „Profil”, Poznań
- 2005 – Rzeźbiarze wielkopolscy, CKiS, Galeria Sztuki „Wieża Ciśnień”, Konin
- 2005 – Rzeźbiarze wielkopolscy, Galeria Rzeźby Wielkopolskiej Spółki Gazownictwa, Poznań
- 2004 – XIV Międzynarodowe Biennale Rzeźby, Centrum Kultury Zamek, Poznań
- 2003 – Profesor Bazyli Wojtowicz i Jego Uczniowie, Galeria Miejska „Arsenał”, Poznań
- 1998 – 10. Prezentacje Leszczyńskiego Środowiska Plastycznego 1998, Biuro Wystaw Artystycznych, Leszno
- 1997 – Wojciechowe ziarno. Wystawa Wielkopolskich Artystów Rzeźbiarzy w milenium śmierci św. Wojciecha, Muzeum Archidiecezji Gnieźnieńskiej, Gniezno
- 1997 – Rzeźba w Palmiarni, Palmiarnia Poznańska
- 1996 – 9. Prezentacje Plastyków Środowiska Leszczyńskiego, Biuro Wystaw Artystycznych, Leszno
- 1994 – 8. Prezentacje Plastyków Środowiska Leszczyńskiego, Biuro Wystaw Artystycznych, Leszno
- 1992 – 7. Prezentacje Plastyków Środowiska Leszczyńskiego, Biuro Wystaw Artystycznych, Leszno
- 1990 – VI Prezentacje 1990, Biuro Wystaw Artystycznych, Leszno
- 1989 – Rzeźbiarze poznańscy, Biuro Wystaw Artystycznych, Poznań
- 1988 – V Prezentacje Artystów Plastyków województwa leszczyńskiego, Biuro Wystaw Artystycznych, Leszno
- 1984 – III Prezentacje Leszczyńskiego Środowiska Plastycznego, Biuro Wystaw Artystycznych, Leszno
- 1980 – II Prezentacje Artystów Plastyków województwa leszczyńskiego, Biuro Wystaw Artystycznych, Leszno
- 1979 – I Prezentacje Plastyków Leszczyńskich, Biuro Wystaw Artystycznych, Leszno
- 1972 – Salon 72, Biuro Wystaw Artystycznych, Poznań